# Valerijan Pribićević
Valerijan Pribićević (svjetovno Vasilije Pribićević; Hrvatska Dubica, 13/25. travnja 1870. − Split, 22. ožujka 1941.), pravoslavni svećenik i episkop Srpske pravoslavne Crkve.
Bio je uz brata Adama među optuženima u Veleizdajničkom procesu, premda jedan od glavnih krivaca, njegov drugi brat Svetozar zbog saborskog imuniteta nije bio optužen.